# Jebel Jais
Jebel Jais, también conocido como Jabal Bil Ays, (en árabe: جبل بل عيسى‎, romanizado: Jabal Bilе̄s) es una montaña situada en la cordillera Al Hayar, en la gobernación de Musandam de Omán, y una parte de su vertiente noroccidental pertenece al emirato de Ras al Jaima en los Emiratos Árabes Unidos. 
La cumbre tiene una elevación de 1.911 m s. n. m., una prominencia de 431 metros, un aislamiento topográfico de 4,92 kilómetros, y está situada en territorio omaní, a 400 metros de distancia del límite fronterizo, por lo que la montaña más alta de Emiratos Árabes Unidos, situada íntegramente en su territorio, es el Jabal Ar Rahrah, cuya cima se encuentra a 3,37 km al suroeste del Jebel Jais / Jabal Bil ‘Ays.

## Infraestructura
En la zona de territorio omaní, la montaña ha conservado un entorno natural, sin carreteras asfaltadas ni grandes infraestructuras.
Sin embargo, en la vertiente noroccidental, perteneciente a los Emiratos Árabes Unidos, se construyó entre 2010 y 2019 una ancha carretera, de unos 36 kilómetros de longitud, con un considerable impacto medioambiental y daños irreparables al entorno natural, especialmente en las vertientes meridionales del Jabal Rahabah, Jabal Ar Rahrah y numerosos pequeños wadis y barrancos afluentes del Wadi Jib y del Wadi Shah.
También se han construido nuevos edificios a lo largo de este tramo vial, para uso de algunas empresas de hostelería y atracciones turísticas. 
En la zona más alta de la vertiente noroccidental de la montaña, en el lado emiratí, existe una carretera privada que da acceso al palacio del jeque Saud Bin Saqr Al Qasimi, cuya valla perimetral está situada casi en el límite fronterizo con Omán.

## Toponimia
Nombres alternativos: Jebel Jais, Jabal Jais, Jabal Bilе̄s, Jabal Bal `Isa, Jabal Bal ‘Īsá, Jabal Bil `Ays, Jabal Bil `Isa, Jabal Bil ‘Ays, Jabal Bil ‘Īsá, Jabal Bu al `Ays, Jabal Bū al ‘Ays, Jabal Rawala, Jabal Rawla, Jabal Rawlah, جبل بل عيسى
En el Atlas Nacional de Emiratos Árabes Unidos consta identificado con la grafía Jabal Bilе̄s.

## Galería

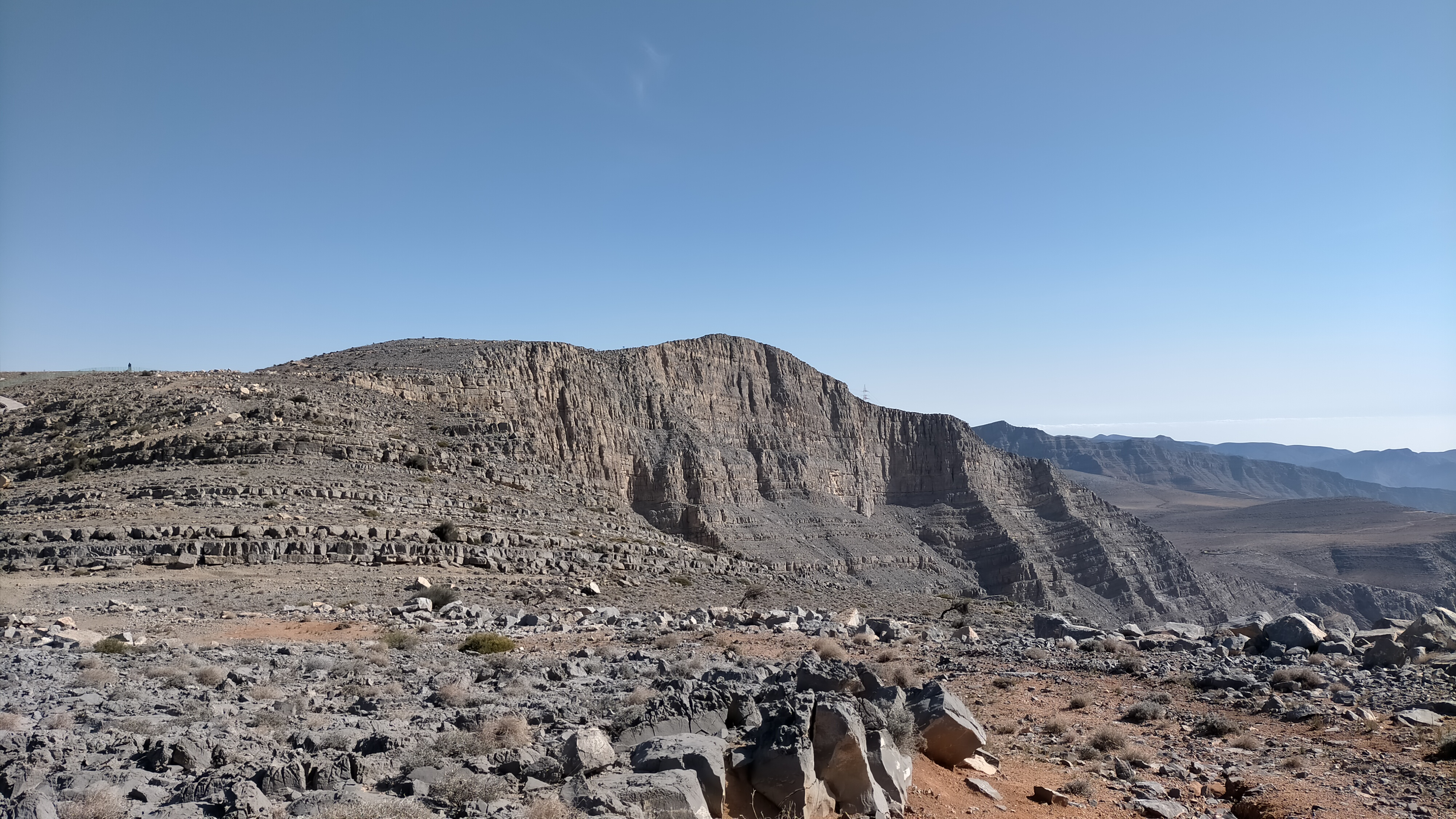
Vista de la cima del Jabal Bil Ays - Jebel Jais y de su vertiente sur. Gobernación de Musandam. Omán
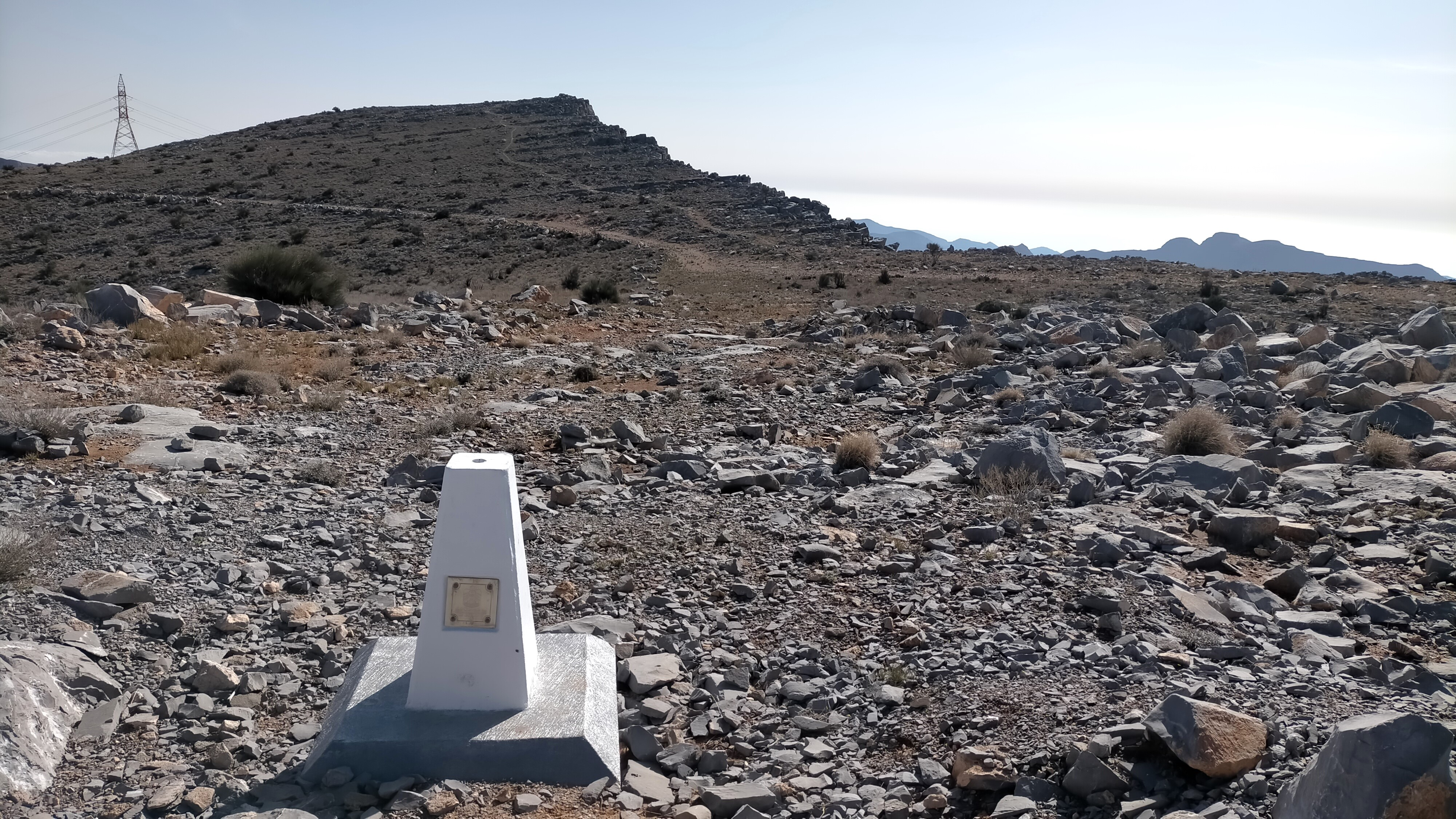
Mojón fronterizo entre Omán y Emiratos Árabes Unidos: al fondo, la cima de Jebel Jais en territorio de Omán
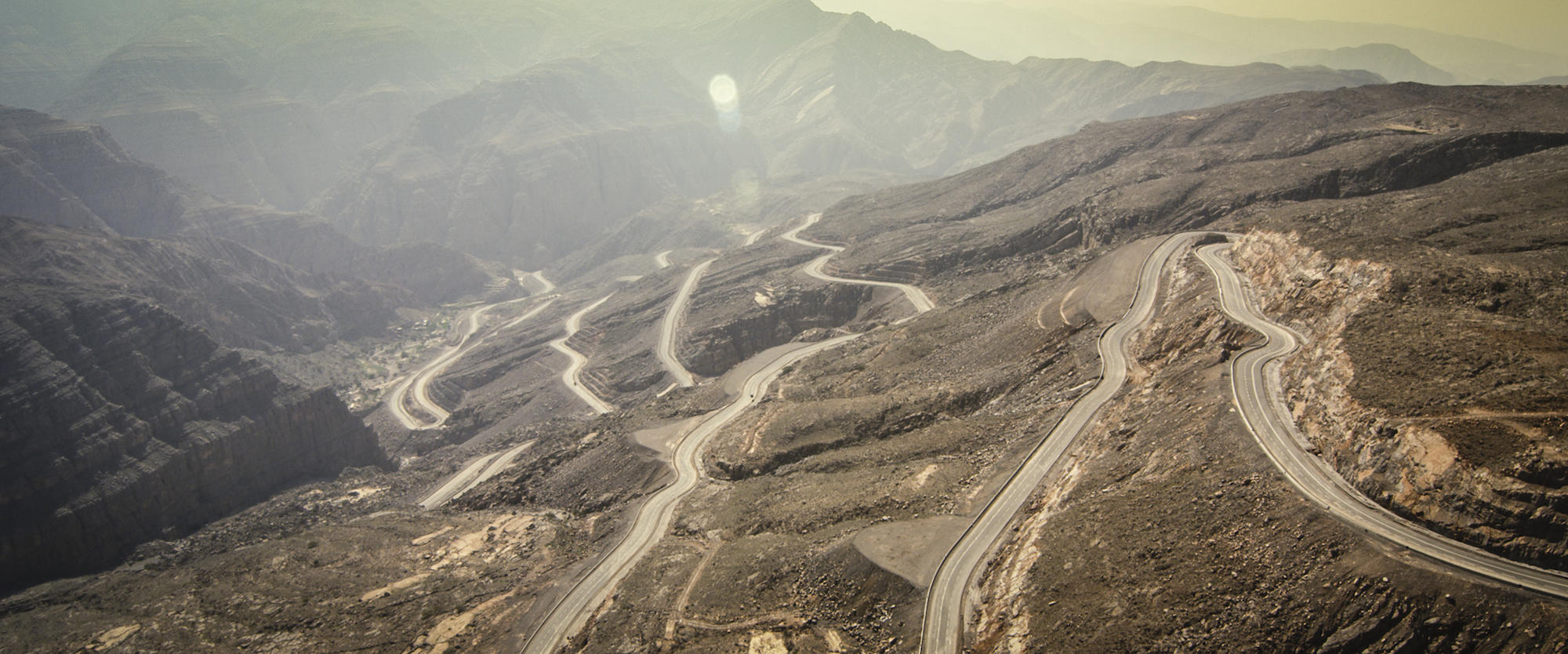
Ancha carretera asfaltada a través de las vertientes meridionales del Jabal Ar Rahrah y del Jabal Rahabah, en Ras Al Jaima (Emiratos Árabes Unidos)
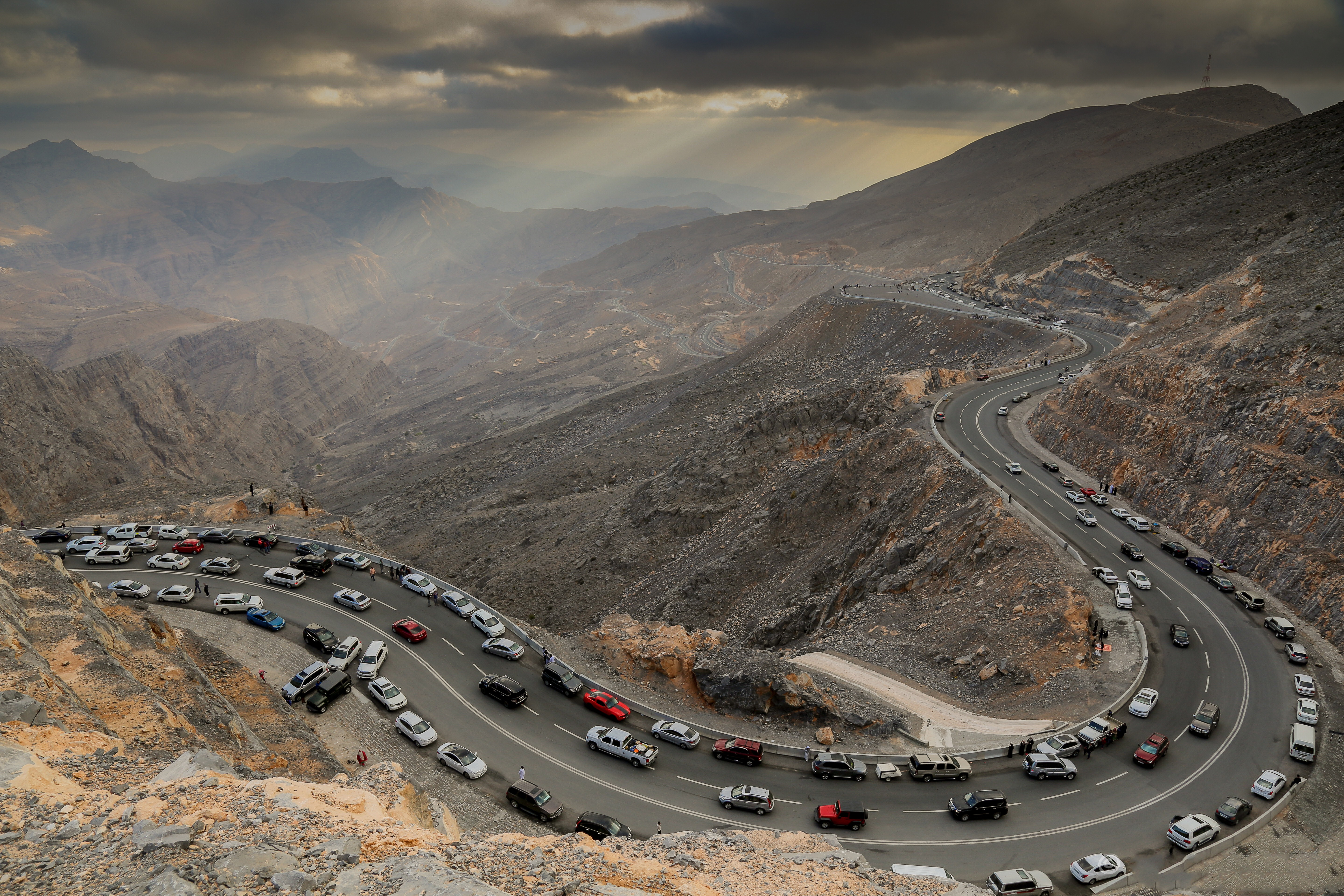
Carretera por la vertiente meridional del Jabal Ar Rahrah, en Ras Al Jaima (Emiratos Árabes Unidos)
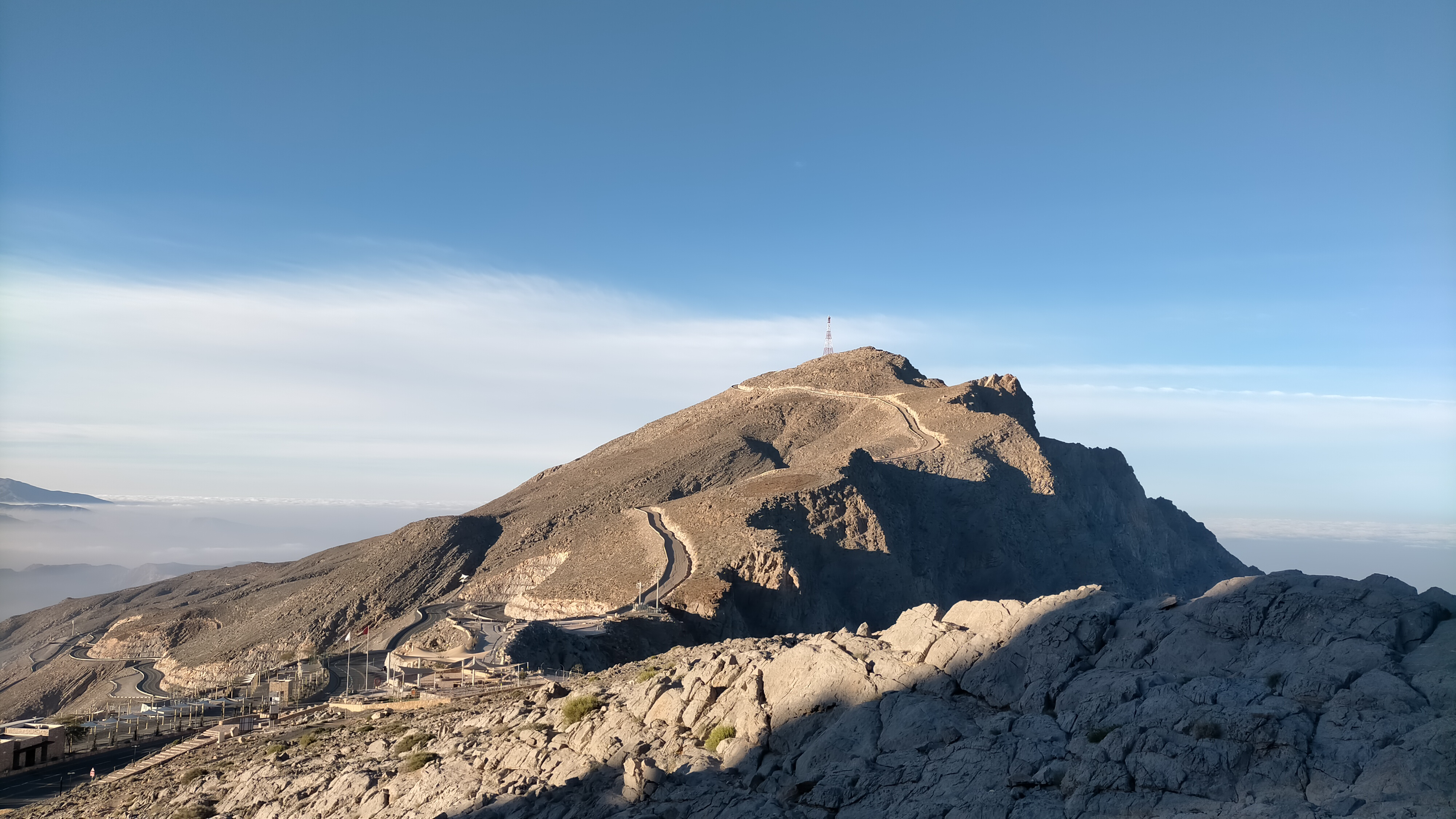
Vertiente sur del Jabal Rahabah, en Ras Al Jaima